# Phyllophaga etabatesiana
Phyllophaga etabatesiana är en skalbaggsart som beskrevs av Moron 1992. Phyllophaga etabatesiana ingår i släktet Phyllophaga och familjen Melolonthidae. Inga underarter finns listade i Catalogue of Life.